# Соколов, Лукьян Петрович
Лукьян Петрович Соколов, он же Аникей Игнатьевич Борисов (? — 1858 или 1862) — русский религиозный деятель, один из основателей секты молокан-прыгунов.

## Биография
Лукьян Соколов был крестьянином Тамбовской губернии, за проповедь молоканства был сослан в Сибирь, откуда бежал на юг России. Проповедовал среди молокан Бессарабии и Таврической губернии, главным образом на Молочных водах. Соколов был одним из основателей прыгунского толка в молоканстве, распространял среди молокан экстатические обряды скаканья, прыганья, говорения на языках, объяснявшиеся действием на верующих Святого Духа. 
В 1830-е годы он начал проповедовать близкий конец света и наступление Царства Божьего на земле. По распространившемуся тогда пророчеству, наступление Царства Божьего должно было состояться в 1836 году на Кавказе, у подножия горы Арарат. Руководствуясь этим пророчеством, Соколов повёл среди молокан агитацию за переселение на Кавказ. По его призыву тысячи верующих побросали свои хозяйства и отправились в Закавказье ожидать тысячелетнего царства. Сам Соколов поселился в селе Ново-Дилижан Казахского уезда Елисаветпольской губернии, неподалёку от озера Севан. По некоторым данным, он объявил себя Христом и в подтверждение этого факта совершал воскрешения мёртвых, которые его противники объясняли банальным мошенничеством. Однако после крушения эсхатологических ожиданий в среде сектантов наступило разочарование. Вслед за Соколовым явились новые пророки, называвшие новые даты конца света, самым известным из которых был «царь духов» Максим Рудомёткин. Сам Соколов продолжил агитацию в России и привёл на Кавказ ещё несколько партий переселенцев. Не дождавшись конца света, он скончался в селе Ново-Дилижан в 1858 (по другим данным в 1862) году. Несколько его посланий к верующим были опубликованы в 1928 году в Лос-Анджелесе в священной книжке прыгунов «Дух и жизнь».